# Лёвшино (станция)
Лёвшино — железнодорожная станция в одноимённом микрорайоне Лёвшино в Орджоникидзевском районе Перми. Входит в Пермский регион обслуживания Свердловской железной дороги.

## Инфраструктура
Имеется вокзал (г. Пермь, ул. Железнодорожная, 1А), при нём билетные кассы, зал ожидания, пассажирские платформы, водопропускные сооружения, туалеты и пр.
Через станцию проходят маршруты грузовых составов, пригородных электричек, поездов дальнего следования.
В 2018 году губернатор Пермского Края Максим Решетников в интервью ТАСС сказал:
«В марте этого года рабочая группа, в которую входят представители ОАО „РЖД“ и правительства Пермского края, обсудила варианты строительства нового железнодорожного обхода Перми. … Строительство железнодорожной линии в обход станции Левшино и дамбы КамГЭС позволит обеспечить пропуск повышенного вагонопотока с севера Пермского края в настоящее время и на перспективу».
В 2019 году в Перми планируют начать экскурсии на ретро-поезде. Маршрут пройдет по исторической части города — от станции Пермь-2 до Левшино.

## История
В 1878 году через Левшино прошла первая на Урале Горнозаводская железная дорога.
В 1889 году Д. Н. Мамин-Сибиряк, побывав на станции, написал:
«На пути от Чусовой до Перми самым замечательным местом является станция Лёвшино. До железной дороги здесь стояла жалкая деревушка и несколько магазинов для склада металлов, но теперь быстро растёт уже целый городок, и проведена даже железнодорожная ветка к складам металлов. Тут же стоят металлические резервуары с керосином различных компаний, склады бочек и т. д. Лёвшино занимает устье реки Чусовой и служит местом разгрузки чусовских караванов»
.
На железнодорожной станции до событий революции 1917 года стояла часовня в честь иконы Иверской Божией матери.
В 1954 году из-за строительства Камской ГЭС, станция и посёлок Лёвшино попали в зону затопления. Краевед Виктор Семянников отметил, что были перенесены все административно-хозяйственные постройки (пристань, железнодорожный вокзал, пристанционная ветка со всеми путевыми строениями), а также участок железной дороги между станциями Кислотный и Лёвшино.
Посёлок на новом месте получил название Новое Лёвшино, станция сохранила название Левшино.
в 1964 году на станции Лёвшино открыта школа-интернат № 12 вместимостью 300 человек. Она попала под ликвидацию в начале 2018 года

## Дальнее сообщение
| № поезда           | Маршрут движения       | № поезда           | Маршрут движения       |
| ------------------ | ---------------------- | ------------------ | ---------------------- |
| 11 «Ямал»          | Новый Уренгой — Москва | 12 «Ямал»          | Москва — Новый Уренгой |
| 83 «Северный Урал» | Приобье — Москва       | 84 «Северный Урал» | Москва — Приобье       |